# Museo Provincial Gregorio Álvarez
El Museo Provincial Gregorio Álvarez se sitúa  en Neuquén, Argentina. Inauguró en 1986 y se ubica en un edificio de 1901 donde funcionó el galpón de máquinas de la Compañía Ferrocarril del Sud. Dedicado a la exhibición del patrimonio histórico de toda la Patagonia, hace énfasis en lo que respecta a la provincia del Neuquén. Ofrece una exposición arqueológica permanente de objetos pertenecientes a grupos aborígenes, además de otras transitorias. A su vez, realiza investigación y promoción de la cultura científica. 
El edificio del actual museo fue construido en 1901 por el Ferrocarril Grande del Sud de Buenos Aires como galpón de máquinas y taller dentro de los terrenos de la empresa, que luego se convertirían en el Parque Central de la ciudad en 1986.   En 1985 se restauró el edificio, con el fin de  hacer una puesta en valor del mismo. Poco después se iniciaron las remodelaciones bajo la dirección de la arquitecta Elena Coronel, con lo cual se hicieron una serie de adaptaciones edilicias. El museo lleva el nombre del historiador, escritor y profesor universitario local Gregorio Álvarez, considerado un habitante destacado de la ciudad.  En 1993, la administración del museo fue transferida de las autoridades provinciales a las municipales.
Las instalaciones albergaron temporalmente las exposiciones del Museo de Bellas Artes Argentino desde 2000 hasta 2004, momento en que  se muda hacia su propio edificio. En 2005, el museo fue sometido a una nueva remodelación, durante la cual se restauró el techo de principios del siglo XX y los vitrales añadidos posteriormente; además, se pintaron las paredes y se mejoraron las vitrinas de exhibición con nueva carpintería y cartelería informativa. 
El museo está dedicado a la historia de la provincia del Neuquén. Cuenta con una exposición arqueológica permanente de 5,840 piezas pertenecientes a grupos aborígenes que datan de más de 7,000 años, la mayoría de ellas encontradas cerca de Las Lajas. El museo también cuenta con exposiciones transitorias relacionadas con el patrimonio cultural de la provincia.  

## Arquitectura
El edificio fue declarado Monumento Histórico Provincial en 1986.  Representa el estilo de un edificio ferroviario británico de principios del siglo XX, fue construido por la empresa británica Buenos Aires Great Southern Railway. Aunque se realizaron remodelaciones a lo largo de los años, la estructura original se mantuvo. En 1986, antes de su inauguración como museo, se añadieron seis ventanas decoradas con diferentes detalles pintados sobre las antiguas entradas de locomotoras en los extremos este y oeste del edificio. 
Junto a edificios como la estación de ferrocarril de Neuquén, la Galería de Arte Emilio Saraco y el Museo Paraje Confluencia, también ubicados en el Parque Central, el antiguo galpón de máquinas es una reminiscencia de la expansión del ferrocarril en la región de 1901. 